# Carl Wilhelm von Gerber
Carl Wilhelm von Gerber, född 15 maj 1883 i Sölvesborg, död 19 augusti 1959 i Alexandria, Egypten (mördad), var en svensk generalkonsul och affärsman bosatt och verksam i Egypten.

## Biografi
von Gerber var son till köpmannen Axel Wilhelm von Gerber och Ida Nilsson. Hans bror, Tage Erhard, föddes två år senare den 8 februari 1885. von Gerber tog studentexamen i Kristianstad den 10 juni 1902 och gick ut med handelsexamen från Göteborgs handelsinstitut 1903. Efter handelspraktik i Tyskland fram till maj 1907 landsteg von Gerber den 27 maj i Alexandria från S/S Andros, Deutsche Levante Linie. På juldagen 1908 grundade han sitt företag i Egypten inom trävaruhandel. Den 1 februari 1925 lade han grundstenen till sitt palats vid kornischen i Alexandria.
Han blev vice konsul i Alexandria 1921 och var konsul 1925-1951. Han blev generalkonsul 1939. Under andra världskriget 1939-1945 agerade han skyddsmakt åt Tyskland, Ungern och Finland. Han var vice president i Société Archéologique D`Alexandrie 1942-1959 och delegat i Svenska kyrkans sjömansvårdsstyrelse i Alexandria 1953-1959. Den 10 januari 1959 förrättade von Gerber den högtidliga invigningen av Sjömanskyrkan, eller Svenska Sjömansinstitutet i Alexandria.
Den 19 augusti 1959 hittades von Gerber mördad i sitt badkar i sin privatvåning på palatset. Mordet förblev olöst. Efter von Gerbers död hamnade hans palats via en donation av brodern så småningom hos Svenska kyrkan i utlandet (SKUT). Under årens lopp har huset använts av Sjömansstyrelsen och Svenska kyrkan i utlandet samt fungerat som mötesplats för den svenska kolonin i Alexandria. Idag inhyser huset Svenska institutet i Alexandria.

## Utmärkelser
- Minnestecken med anledning av Konung Gustaf V:s 70-årsdag (GV:sJmt)[4]
- Riddare av Nordstjärneorden (RNO)[4]
- Kommendör av Vasaorden (KVO)[1]
- Kommendör av Finlands Lejons orden (KFinlLO)[4]
- Kommendör av Ungerska republikens Förtjänstorden (KUngRFO)[4]
- Riddare av Danska Dannebrogsorden (RDDO)[4]
- Riddare av 1. klass av Finlands Vita Ros’ orden (RFinlVRO1kl)[4]
- 5. klass av Egyptiska Nilorden (EgyptNilO5kl)[4]